# Eddy Vereycken
Eddy Vereycken (Niel, 19 september 1952) is een Vlaamse acteur. Hij speelde (gast)rollen voor film en televisie en speelde en regisseerde in het Nederlandstalige theater in Vlaanderen.

## Theaterproducties
| - Hitler is dood (acteur, Braakland/ZheBilding/'t Arsenaal, seizoenen 2008-2011) - Die Entführung aus dem Serail (solist, Aldenbiesen, 2008-2009) - Democratie (acteur, Raamtheater, 2004-2005) - To bie or not to bie (acteur, Raamtheater, 2003-2004) - Supermarkt, een soap opera (acteur, Publiekstheater, 2002-2003) - Dood van een handelsreiziger (acteur, Publiekstheater, 2002-2003 - Fool for love (acteur, Arca, 2000-2001) - Midzomernachtsdroom (acteur, Nederlands Toneel Gent, 1997-1999) - A Clockwork Orange (acteur, Nederlands Toneel Gent,1997-1998 - Het onderzoek (regie, Nederlands Toneel Gent, 1997-1998) - De rand van het verstand (acteur, Nederlands Toneel Gent, 1996-1997) - De Troje Trilogie (acteur, Theater Malpertuis Tielt, 1995-1997) | - Professor Bernhardi (acteur, Nederlands Toneel Gent, 1996-1997) - Het dispuut van Valladolid (acteur, Nederlands Toneel Gent, 1996-1997) - Verhalen uit het Weense Woud (acteur, Nederlands Toneel Gent, 1995-1996) - Het wijde land (acteur, Nederlands Toneel Gent, 1995-1996) - Anatomie Titus/Fall of Rome. Een Shakespearecommentaar voor de mensheid (acteur, Nederlands Toneel Gent, 1994-1995) - Blastoidea (regie, Theater zonder toegevoegd zout, 1994-1995) - Nathan de wijze (regie, Nederlands Toneel Gent, 1993-1994) - Hommage Gerardo Mercatore Rupelmundano (acteur, auteur, regie, Theater zonder toegevoegd zout, 1993-1994) - De storm (regie, Theater zonder toegevoegd zout, 1993-1994) |

Hij speelde ook Firmin Van de Kasseien in De Kiekeboes-theatervoorstelling Baas boven baas, een theaterproductie van Studio 100.

## Film en televisieproducties
| - Kaat & co als Ludo Sandeler van 2006 tot 2007 - Freddytex als Freddy in 1994 - De Kotmadam als Celle in 1992 - Heterdaad als Hugo Platel in 1996 - Wittekerke als Etienne Sneyers in 1995 - Thuis als advocaat van Robert Vercammen in 1997 - Thuis als inspecteur Wildiers in 2001-2002 en in 2005 - De Zaak Alzheimer Dr. Abbeloos in 2003 - Recht op Recht als Mr. Paul - Aspe als Vervoort in 2004, als Dirk Mettepenningen in 2010 en als Filip Verstraete in 2013 - Witse als Smeekens in 2005, als Ralf Luytens in 2010 en als Bavo Lathouwers in 2012 - Hallo België! als voedingsinspecteur in 2004 - Spring als François Lejeune in 2005-2006 - Samson en Gert als Inspecteur in 2005 - F.C. De Kampioenen als Nico in 2006 - Flikken als Kurt Byl (2002), als Gilbert Remmery (2007) en als Andras Ventouris (2009) | - De Perfecte Moord als Van De Velde in 2006 - Spoed als Mr. Dugarry in 2008 - Katarakt als Robert Meulendijks in 2008 - K3 en het magische medaillon als Rode Tijger in 2004 - Kinderen van Dewindt als Frans Vermeire in 2006 - En daarmee basta! als Pedicure in 2006 - Familie als Procureur D'Hondt in 2000, als Minister Santander in 2002 en als Gino De Doncker in 2008 - Zone Stad als Cooremans in 2008 en in 2010 - Film Happy Together als Peter De Coster in 2008 - De Rodenburgs (2009) als Serge Vriendts in 2009 - Vermist in 2010 - Mega Mindy als snoepfabrikant in 2010 - Code 37 als Christian De Hénaut in 2011 - The Hot Potato als Bruno in 2011 - Danni Lowinski als Advocaat in 2012 - Professor T. als Mark Desmedt in 2016 en 2018 - Ghost Rockers Yuri Petrovski/Clubeigenaar, Lid van het Zwarte Oog, in 2015 & 2016 |

Vereycken was ook te zien in een sketch in Chris & Co.
Hij verleent zijn medewerking ook vaak aan schoolprojecten. Zo speelde hij de vervelende klant op het Sales Congres in Roeselare. Hij gaf les aan de deeltijdse Open Living Theateropleiding in Antwerpen omstreeks 1999-2000.
Vereycken was slachtoffer van een stalker. Over deze periode schreef hij een boek. In 2007 publiceerde uitgeverij Van Halewyck dit onder de titel 'Prooi van een bezeten liefde.'